# Saint-Jean-Port-Joli
Saint-Jean-Port-Joli è un comune del Canada, situato nella provincia del Québec, nella regione di Chaudière-Appalaches.